# AvP Deutschland

Logo

Die AvP Deutschland GmbH ist ein 1947 gegründetes unabhängiges Dienstleistungsunternehmen zur finanziellen Abrechnung von Rezepten für Apotheken in Deutschland. Der Hauptsitz des Unternehmens befindet sich in Düsseldorf, und es gibt Zweigstellen in Heinersdorf, Hünxe und Weißenfels.
Die AvP war einer der größten Rezeptabrechner in der Bundesrepublik. Das jährliche Finanzvolumen betrug zuletzt sieben Milliarden Euro. Daneben operieren innerhalb der AvP-Gruppe weitere Unternehmen, wie die AvP Dienstleistung GmbH, die AvP IT GmbH, die Dialog im Gesundheitswesen GmbH sowie die AvP Service AG.

## Krise 2020
Im September 2020 wurde bekannt, dass zahlreiche Apotheken in Deutschland keine Zahlungen von der AvP erhalten hatten. Anfang September 2020 kündigten die finanzierenden Banken dem Unternehmen den Konsortialkredit. Im September schuldete die AvP ungefähr 3500 Apotheken einen Gesamtbetrag über 420 Millionen Euro. Hierdurch gerieten zahlreiche Apotheken in existenzgefährdende Zahlungsschwierigkeiten.
Die Bundesanstalt für Finanzdienstleistungsaufsicht (BaFin) hat am 14. September 2020 einen Sonderbeauftragten eingesetzt, der am darauffolgenden Tag einen Insolvenzantrag beim Insolvenzgericht am Amtsgericht Düsseldorf gestellt hat. Das Insolvenzverfahren wurde am 16. September eröffnet. Die Staatsanwaltschaft Düsseldorf ermittelt wegen des Verdachts auf betrügerischen Bankrott gegen zwei Personen.
Nach Angaben des Insolvenzverwalters ist mit einem Abschluss des Insolvenzverfahrens frühestens im Jahr 2026 zu rechnen.